# زیگموندشربرگ
زیگموندشربرگ (به آلمانی: Sigmundsherberg) یک منطقهٔ مسکونی در اتریش است که در ناحیه هورن واقع شده‌است. زیگموندشربرگ ۴۷٫۹۵ کیلومتر مربع مساحت دارد ۴۲۹ متر بالاتر از سطح دریا واقع شده‌است.